# Voinești (Dâmbovița)
Pour les articles homonymes, voir Voinești.
Voinești est une commune du județ de Dâmbovița en Roumanie.

## Démographie
Lors du recensement de 2011, 97,35 % de la population se déclarent roumains (2,45 % ne déclarent pas d'appartenance ethnique et 0,19 % déclarent appartenir à une autre ethnie).

## Politique
| Parti | Parti                        | Sièges |
| ----- | ---------------------------- | ------ |
|       | Parti social-démocrate (PSD) | 12     |
|       | Parti national libéral (PNL) | 3      |